# Beaune
Beaune település Franciaországban, Côte-d’Or megyében. Lakosainak száma 20 233 fő (2022. január 1.). Beaune Savigny-lès-Beaune, Bligny-lès-Beaune, Levernois, Montagny-lès-Beaune, Pommard, Ruffey-lès-Beaune, Vignoles, Bouze-lès-Beaune, Chorey-les-Beaune és Combertault községekkel határos.

## Népesség
A település népességének változása:
| Lakosok száma | 16 874 | 20 207 | 21 923 | 21 778 | 21 872 | 21 661 | 21 031 | 20 711 | 20 122 | 20 233 |
|               | 1968   | 1982   | 1999   | 2006   | 2011   | 2015   | 2017   | 2018   | 2020   | 2022   |